# Roma-Napoli-Roma 1934
La Roma-Napoli-Roma 1934, ventiseiesima edizione della corsa, si svolse il 9 settembre 1934 su un percorso di 462,6 km con partenza e arrivo a Roma. Valida come sesta prova del campionato italiano 1934, fu vinta dall'italiano Learco Guerra, che completò il percorso in 15h09'07" precedendo in volata i connazionali Umberto Guarducci e Isidoro Piubellini. Risultarono classificati 25 dei 55 ciclisti partiti; Antonio Fraccaroli e Carlo Castagnoli, giunti rispettivamente settimo e ottavo, vennero esclusi dall'ordine d'arrivo per mancata firma a punti di controllo.

## Percorso
Il percorso, dopo il via da Tor Pignattara, prevedeva il transito lungo la Via Casilina per le seguenti località: Labico, Valmontone (km 37,6), Colleferro Scalo, Ferentino, Frosinone (km 81,4), Arce (km 108,2), Cassino (km 134,7), Caianello (km 167,4), Teano (appena fuori la Casilina) e Capua; da Santa Maria Capua Vetere (km 202,3), via Caserta, Caivano e Casoria, si giungeva quindi allo Stadio dell'Arenaccia a Napoli (km 235,4). Il rientro verso nord, superata Aversa, era lungo la Via Appia, attraversando nell'ordine Capua, Cascano (km 295,6), Formia (km 330), Itri, Terracina (km 369), Cisterna (km 419), Velletri, Genzano, Ariccia e Albano. L'arrivo era posto al Motovelodromo Appio dopo cinque giri di pista.

## Ordine d'arrivo (Top 10)
| Pos. | Corridore          | Squadra        | Tempo     |
| ---- | ------------------ | -------------- | --------- |
| 1    | Learco Guerra      | Maino          | 15h09'07" |
| 2    | Umberto Guarducci  | A.S. Roma      | s.t.      |
| 3    | Isidoro Piubellini | U.S. Legnanese | s.t.      |
| 4    | Vasco Bergamaschi  | Maino          | s.t.      |
| 5    | Abramo Clerici     | Ganna          | s.t.      |
| 6    | Ruggero Balli      | A.C. Pratese   | s.t.      |
| 7    | Antonio Andretta   | S.C. Padovani  | a 15'01"  |
| 8    | Andrea Minasso     | -              | s.t.      |
| 9    | Biagio Foschi      | -              | s.t.      |
| 10   | Carlo Romanatti    | Ganna          | s.t.      |